# Pallenopsis ovalis
Pallenopsis ovalis är en havsspindelart som beskrevs av Loman, J.C.C. 1908. Pallenopsis ovalis ingår i släktet Pallenopsis och familjen Phoxichilidiidae. Inga underarter finns listade i Catalogue of Life.